# Metastelma penicillatum
Metastelma penicillatum är en oleanderväxtart som beskrevs av August Heinrich Rudolf Grisebach. Metastelma penicillatum ingår i släktet Metastelma och familjen oleanderväxter. Inga underarter finns listade i Catalogue of Life.